# Gloppens kommun
Gloppens kommun (norska: Gloppen kommune) är en kommun i landskapet Nordfjord i Vestland fylke i västra Norge. I norr gränsar den till Stads kommun (över Nordfjord), i öster till Stryns kommun, i söder till Sunnfjords kommun och i väster till Kinns och Bremangers kommuner. Drygt 2000 personer bor i centralorten Sandane. Kommunen är naturligt delad i tre delar, vilka motsvaras av de tre socknarna Breim, Hyen och Sandane. Tätorten Byrkjelo och kyrkbyn Re ligger i Breims socken, byarna Vereide och Rygg ligger på vardera sidan om Gloppefjorden i Sandane socken medan kyrkbyn Hyen ligger över fjället mot väster.  
Gloppen stod för 10 % av mjölkproduktionen i dåvarande Sogn og Fjordane fylke, och var därmed dess främsta jordbrukskommun. På Byrkjelo ligger Tine Meieriet Vest BA, som är en av kommunens största arbetsplatser. Kommunen är även betydande inom vattenkraft.
Kommunen omfattar en del av Jostedalsbreen nationalpark.
Innan 2020 tillhörde kommunen dåvarande Sogn og Fjordane fylke.

## Namnet Gloppen
Gloppen kommer av det fornnordiska Gloppi, som var det ursprungliga namnet på Gloppefjorden, som troligtvis betyder smal öppning. Det är en bra beskrivning av Gloppefjordens fjordöppning mot Nordfjord i väster, där den smalnar av in mellan Anda och Hestenesøyra.
Lokalt uttalas namnet gløppinn (med palatal n) och i dativ gløppa. En person från kommunen är en gloppar eller gløppar.

## Geografi
Gloppen ligger på södra sidan av fjorden Nordfjord, med två fjordarmar; Gloppefjorden och Hyefjorden. Gloppenfjorden ligger med fjordöppningen mot Nordfjord i nordväst, och fjordbotten mot sydöst. Här ligger centralorten Sandane. Hyefjorden ligger söder om Gloppefjorden och är smalare med branta fjäll som stupar ned mot fjorden. Vid fjordbotten ligger samhället Hyen. Mot öster delas kommunen av det stora Breimsvatnet, och här ligger Breims socken, som lokalt kallas Breimsbygda, som under många år var en egen kommun.

### Sandane

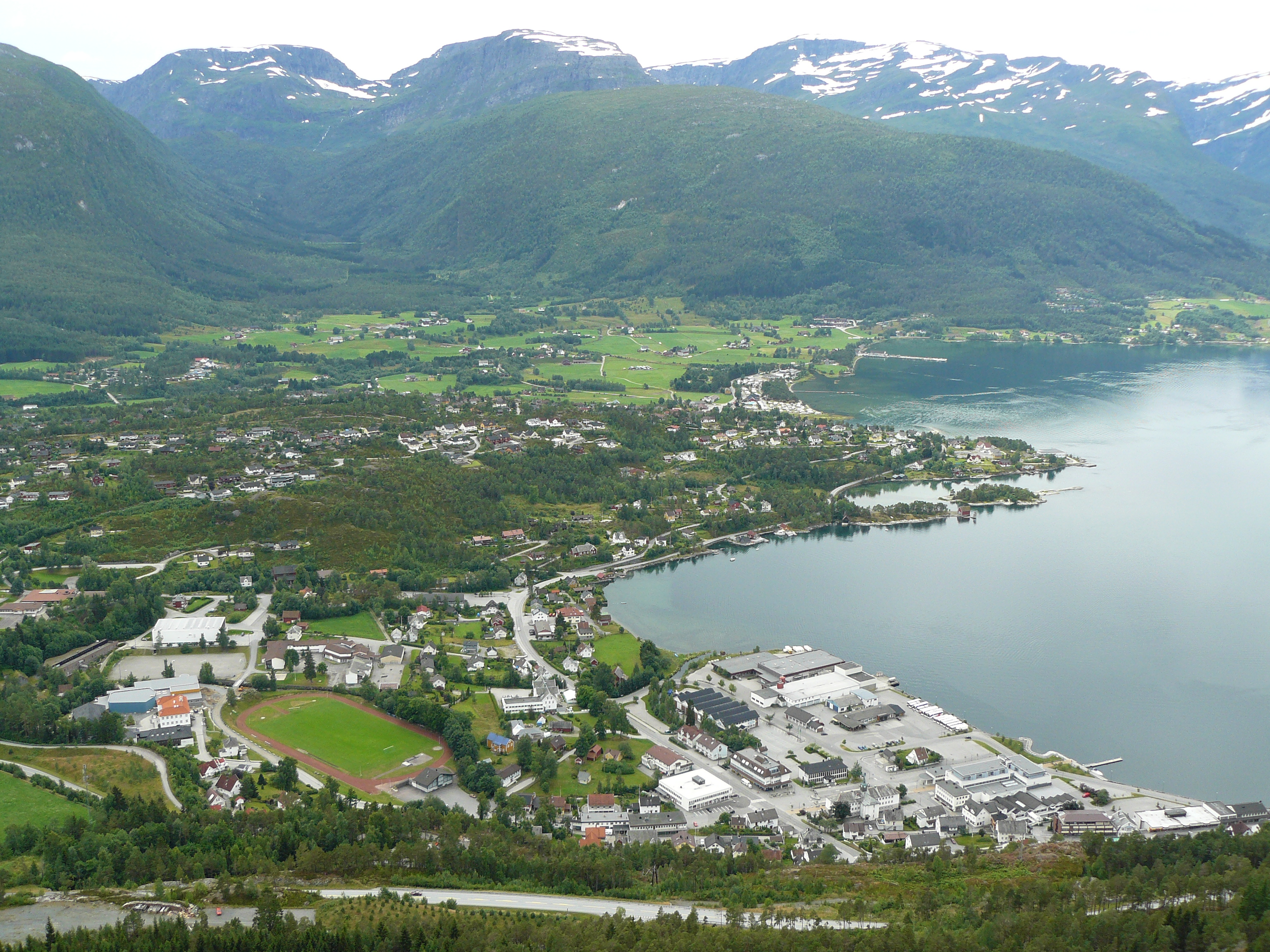
Sandane sett från «Utsikten» i Fjellbygda.

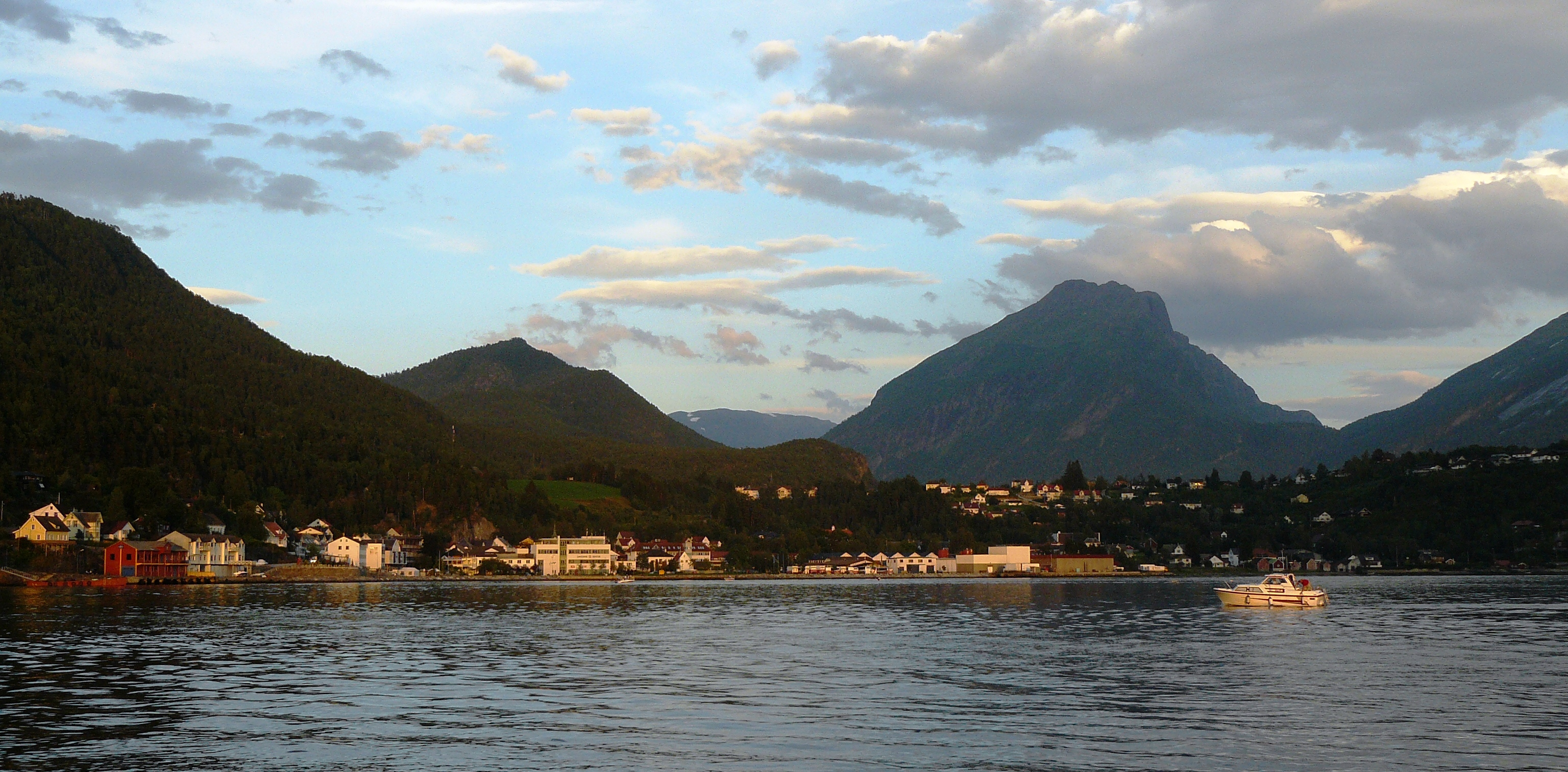
Sandane sett från fjorden.

Centralorten Sandane ligger centralt i den vidsträckta kommunen. Centrumet är förhållandevis modernt, men det finns även historiska byggnader. Gloppen Hotell räknas som ett av landets historiska hotell. Orten präglas av flera nya byggnader, köpcentrumet Sandane senter är det största. 
I änden av Firdavegen ligger Firda vidaregåendeskola som byggdes ut med Trivselhageb 2008. I området ligger idrottsanläggningen Sandane stadion, med gräsplan och friidrottsstadium, grusplan och Firdahallen, en handbollshall med simbassäng. Gloppen ungdomsskole och Sandane skole ligger också i detta område.
Nordfjord Folkemuseum ligger i den östra delen i ett område kallat Jølet. Museet har en stor samling gamla hus och föremål från hela Nordfjord.
Bostadsbebyggelsen i Sandane koncentreras i området Åsen, söder om centrum och i området Leirbrekka mot nordväst.

### Nordstranda
Vid fjordöppningen på östsidan ligger Anda, ett näs med färjekaj och färjetransport över Nordfjord till Lote i Eid kommun. Sanda flygplats ligger också här, på gården Hjelmeset. Den östra sidan från fjordöppningen till Sandane innerst i fjorden kallas Nordstranda. Här ligger gårdarna på rad, området är soligt och jordbruket präglas av mjölkproduktion, frukt och bär. Några av gårdarna är Andenæs, Apalset, Vereide, Føleide, Tystad, Gloppestad, Hauge och Austrheim. Överst på Nordstranda ligger en fjällbygd, uppdelat i yttre och inre Fjellbygda. Där dominerar pälsdjursuppfödning, mjölkproduktion och fårskötsel. Fjellbygda har bra gårdsvägar som gör gårdarna och fjället lätt tillgängligt.  Nordstrandas högsta fjäll, Skarshammeren ligger i en samling med bland annat det särpräglade Svinestranda (1000 m ö.h.).

#### Vereide
Utgrävningar av stora gravhögar vittnar om att Vereide har varit en storgård, med hövdingar så långt tillbaka som 300-talet. Vereide är den största gården längs fjordens nordsida. Gården har sedan medeltiden varit prästgård, men marken har sedan dess delats upp i större och mindre gårdar. Prästgården ligger på en platå som kallas övre Vereide. Området har flera gravhögar och är av stort arkeologiskt intresse. Vereide ligger på en moränrygg. E39 korsar platån och i och med att den byggdes gjordes omfattande utgrävningar. Nordfjord folkhögskola gränsar till prästgårdens västra sida medan Vereide skola, som lades ned 2009, ligger på den östra sidan. 
Vid fjorden ligger Vereide kyrka, en stenkyrka från 1200-talet. I området finns bageri, handelsträdgård och slakteri.

#### Hauge
Huvudartikel: Karnilshaugen

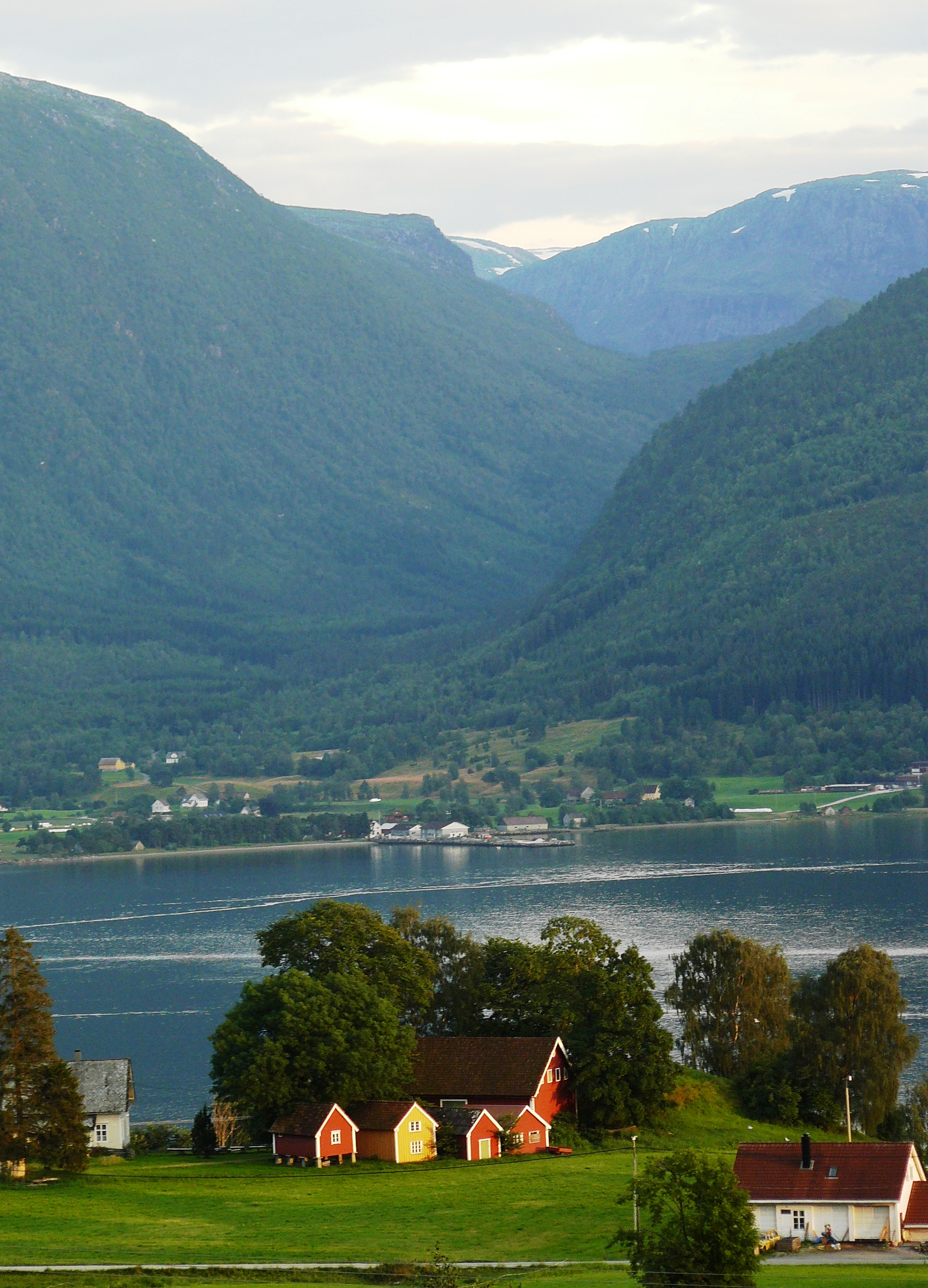
'Karnilshaugen med Fitjeskaret i bakgrunden

Gården Hauge är främst känd för Vestlandets största tingshög, kallad Karnilshaugen (efter Kornelius). Den ligger bra i terrängen och har utsikt över hela Gloppefjorden. Den är 7 meter hög, med en diameter på 50 meter. Det är troligtvis inte en gravhög, utan ett astronomiskt märke. Haugen är den sista punkten som får sol vid vintersolståndet då solen skiner genom fjället i söder. Samma sak sker under sommarsolståndet då toppen av högen är solbelyst medan områdena runt omkring skuggas av fjällen. Det är inte känt om det finns liknande platser med anknytning till solfenomen vid solstånd i Norden.
På gårdstunet (Karnilstunet) finns flera skyddade byggnader och hela tunet har tagits över av stiftelsen Karnilstunet. Där står även en förhållandevis stor gran som belyses under julen. Julgranen på Hauge är ett landmärke i Gloppen under december månad.

## Tätorter
I Gloppens kommun finns två tätorter:
- Byrkjelo
- Sandane (centralort)

Orten Re har tidigare räknats som en tätort men uppfyller inte längre kriterierna.

## Socknar
Inom Norska kyrkan är Gloppens kommun indelad i tre socknar:
- Breims socken
- Gloppens socken
- Hyens socken

Socknarna ingår i Nordfjords prosteri i Bjørgvins stift.